# IC 3869
IC 3869 је спирална галаксија у сазвјежђу Береникина коса која се налази на листи објеката дубоког неба у Индекс каталогу.
Деклинација објекта је + 18° 58' 18" а ректасцензија 12h 54m 21,2s. Привидна величина (магнитуда) објекта IC 3869 износи 16,8 а фотографска магнитуда 17,6. IC 3869 је још познат и под ознакама Reiz 2980, PGC 87472.